# 라탈랑트
《라탈랑트》(L'Atalante)는 프랑스에서 제작된 장 비고 감독의 1934년 드라마, 멜로/로맨스 영화이다. 미켈 시몬 등이 주연으로 출연하였다.

## 줄거리
마을에서의 단조로운 삶에 실증을 느낀 쥘리엣은 선원 장과 결혼한다. 하지만 라탈랑트호에서의 삶은 줄리엣이 생각했던 신혼생활과 거리가 멀었다. 줄리엣은 파리를 보기 위해 도망치고, 장은 깊은 우울증에 빠진다.

## 출연

### 주연
- 미켈 시몬
- 디타 파를로
- 장 더스

## 창작가
- 편집 - 루이 샤방스
- 시나리오 - 장 비고, 알베르 리에라
- 사진 - 보리스 카우프만
- 음악 - 모리스 조베르
- 제작 - 작크루이 누네